# Буккросинг
Буккросинг (на английски: BookCrossing) се нарича практиката да се оставят книги на обществени места, за да бъдат намерени и прочетени. Всяка книга носи уникален номер, чрез който в Интернет може да се проследи нейното движение. Създател на буккросинг е американският програмист Рон Хорнбейкър. Сайтът, върху който се основава цялото движение, се появява през 2001 г. В началото посещаемостта му е 100 нови регистрации на месец, но след една публикация в печата през март 2002 г. регистрациите се увеличават на 300 всеки ден.
Буккросинг е глобален феномен, с членове от над 130 страни от Антарктика до Зимбабве. Книгите не познават географски граници и често се пускат да пътуват отвъд океана. Буккросърите регистрират книгите на сайта, така че всяка книга да получи свой собствен номер (BCID= Bookcrossing ID number; буккросинг идентификационен номер), който се използва, за да се означи книгата. Хората, които „хванат“ освободена книга, следват инструкциите, дадени на етикета: да посетят сайта www.bookcrossing.com, за да видят къде е била книгата и да направят нов запис, за да узнаят буккросърите преди тях, че тя е в добри ръце. След като я прочетат (или не я прочетат), те от своя страна я освобождават на пейка в парка, в кафене, телефонна будка или друго място, където тя може да бъде отново намерена.